# 신광중학교 (광주)
신광중학교(新光中學校)는 대한민국 광주광역시 북구 두암동에 있는 공립 중학교이다.

## 학교 연혁
- 1981년 1월 30일 : 신광여자중학교 설립 인가
- 1981년 3월 6일 : 개교 및 입학식
- 1996년 3월 1일 : 신광중학교로 교명 변경
- 2023년 3월 1일 : 빛고을 혁신학교 재지정(4기)
- 2024년 3월 1일 : 제19대 김서령 교장 취임
- 2025년 1월 8일 : 제42회 졸업장 수여식(67명)
- 2025년 3월 4일 : 신입생 97명 입학

## 참고 자료
- 신광중학교 - 한국교육학술정보원 학교알리미